# Plejtvák sejval
 Plejtvák sejval (Balaenoptera borealis) je kytovec z podřádu kosticovci. Je to třetí největší druh plejtváka, po plejtváku obrovském a plejtváku myšoku. Maximální hmotnost činí zhruba 40 tun a délka 19,5 metru.

## Název
Název „sejval“ pochází z norského slova "seihval" (hval je velryba, sei je treska) podle tresky, která se u norského pobřeží vyskytuje ve stejnou roční dobu jako sejval.[zdroj?]

## Popis
Plejtvák sejval dorůstá až 20 metrů délky a 40 tun hmotnosti. Tělo je poměrně zavalité, hlava poměrně velká (vždy více než jedna pětina délky zvířete. Ocasní ploutev je mírně vykrojená, její rozpětí dosahuje až jedné čtvrtiny délky těla. Hřbetní ploutev má srpovitý tvar a je relativně největší ze všech plejtváků. Zbarvení je na hřbetní straně tmavošedé až černavě šedé, boky jsou šedomodré, spodní část těla je zpravidla světle šedá až šedobílá. Denně spotřebuje v průměru 900 kilogramů potravy, kterou tvoří klanonožci, korýši a ostatní složky zooplanktonu (viz též kril), ale také menší, masově se vyskytující druhy ryb. Patří mezi nejrychlejší kosticovce, na krátké vzdálenosti je schopen vyvinout rychlost až 50 kilometrů za hodinu.

## Rozšíření a ochrana
Žije v mořích a oceánech téměř celého světa. Nejraději se zdržuje při hlubokých pobřežích, zároveň se vyhýbá ohraničeným prostorům jako jsou zátoky. Nepluje do vod arktických či naopak tropických. Plejtvák sejval migruje každý rok na zimu z chladných vod do vod mírného až subtropického pásu. Jejich přesné trasy však povětšinou nejsou dosud známy.
Kvůli rozsáhlému lovu, který probíhal přibližně od konce devatenáctého do konce dvacátého století, kdy bylo uloveno přes 238 000 kusů, je dnes plejtvák sejval mezinárodně chráněn. Přesto však je stále v omezené míře loven v rámci kontroverzního programu vedeného Islandem a Japonskem. K roku 2006 činila populace plejtváka sejvala okolo 54 000, z čehož pětina je určena k lovu.